# Danuta Turczynowicz
Danuta Maria Turczynowicz pseud. „Zryw” (ur. 21 kwietnia 1921 w Sieradzu, zm. 14 marca 1943 w KL Auschwitz-Birkenau) – polska działaczka konspiracji niepodległościowej podczas II wojny światowej, organizatorka kolportażu prasy konspiracyjnej w ramach Kujawskiego Stowarzyszenia Społeczno-Literackiego (KSSL).

## Życiorys
Była córką dziennikarza Adriana Turczynowicza i Stefanii z domu Tworzydło. Ukończyła szkołę powszechną w Sieradzu, a w 1938 roku, Gimnazjum Sióstr Urszulanek w Kaliszu. Już w trakcie nauki w gimnazjum zaangażowała się w harcerstwo.
Po zakończeniu edukacji w 1938 roku wraz z rodzicami i czworgiem rodzeństwa zamieszkała we Włocławku, gdzie podjęła pracę jako sekretarka w Akcji Katolickiej. Była związana z lokalnymi strukturami harcerskimi, a pod koniec sierpnia 1939 roku wstąpiła do Harcerskiego Pogotowia Wojennego.

### II wojna światowa
Już w okresie okupacji niemieckiej została 11 listopada 1939 roku, członkiem  I Drużyny Konspiracyjnej Harcerek hufca im. Romualda Traugutta we Włocławku, której drużynową była Janina Gabryjelska.
Była członkiem organizacji konspiracyjnej Kujawski Związek Polityczno-Literacki „Zew” (KZPL), w ramach której kierowała jadną z pięciu grup działania. Do organizacji wprowadziła swojego ojca Adriana Turczynowicza, który został następnie redaktorem naczelnym konspiracyjnych wydawnictw KZPL, a także Jana Spornego, Barbarę Krzyżańską i Marię Świdzińską. W ramach KZPL zajmowała się kolportażem gazety konspiracyjnej „Ogniwo” (najważniejszy punkt odbioru znajdował się w kawiarni „Pionier”, gdzie Turczynowicz pracowała podczas okupacji jako ekspedientka). Aktywnie współpracowała również przy redagowaniu działu literackiego „Ogniwa”, gdzie ukazywały się między innymi wiersze jej autorstwa.
Po rozłamie w Kujawskim Związku Polityczno-Literackim „Zew” do którego doszło w sierpniu 1940 roku, odeszła do nowo utworzonego Kujawskiego Stowarzyszenia Społeczno-Literackiego (KSSL), którego przywódcą został jej ojciec Adrian Turczynowicz. W ramach organizacji od września (lub najpóźniej od połowy października) 1940 roku odpowiadała za organizację kolportażu gazety Piorun, której była również współredaktorką. Obok Janiny Lech, należała do głównych organizatorów kolportażu KSSL.
Na początku 1941 roku gestapo dokonało zorganizowanej akcji aresztowań działaczy KZPL i KSSL. Danuta Turczynowicz została areztowana 3 lutego 1941 roku. W czasie kilkunastodniowego pobytu w więzieniu we Włocławku została poddana brutalnemu śledztwu, w trakcie którego nie wydała miejsca ukrycia Adriana Turczynowicza, ani osób z nią współpracujących, ale i nie zaprzeczyła przynależności do KZPL. Pod koniec lutego została przewieziona do obozu na Błoniach w Inowrocławiu (Więzienie Policji Bezpieczeństwa i Obóz Pracy Wychowawczej), gdzie została poddana dalszemu śledztwu.
Na podstawie aktu oskarżenia sporządzonego w Poznaniu 3 sierpnia 1942 roku, sądzona była w Dreźnie. 14 października 1942 roku została skazana przez Wyższy Sąd Krajowy w Poznaniu na sesji wyjazdowej w Dreźnie, na karę 5 lat obozu karnego. Razem z nią sądzeni byli: Stefan Wachowski pseud. „Wemyhora”, Jerzy Kwiatkowski pseud. „Maciek”, Tadeusz Kudeł pseud. „Radwan”, Zofia J. Kosińska pseud. „Zora”, Halina Ziółkowska pseud. „Ina”, Bronisława Wierzbicka pseud. „Ren”, Helena Stalińska pseud. „Jutrzenka”, Maria Magdalena Lech pseud. „Szarotka” oraz Wanda Lucyna Czapska pseud. „Luta”.
Od lutego 1943 roku osadzona była jako więźniarka w obozie koncentracyjnym Auschwitz-Birkenau, gdzie otrzymała nr oboz. 34671. W obozie umieszczona była w bloku 14, 7, 21. W obozie pisała wiersze patriotyczne. Udzielała także pomoc innym osadzonym, w tym między innymi swojej koleżance chorującej na tyfus. Danuta Turczynowicz zmarła na tyfus 14 marca 1943 roku w obozie Auschwitz-Birkenau.

## Upamiętnienie
Danuta Turczynowicz wymieniona została na tablicy przy Pomniku Szarych Szeregów z Włocławka, który znajduje się przy kościele pw. Wszystkich Świętych we Włocławku.
Jej biogram ukazał się między innymi w Słowniku Biograficznym Konspiracji Pomorskiej 1939-1945. Część 6.